# Adelövs socken
Adelövs socken i Småland ingick i Norra Vedbo härad och området ingår sedan 1971 i Tranås kommun i Jönköpings län och motsvarar från 2016 Adelövs distrikt.
Socknens areal är 118,16 kvadratkilometer, varav land 108,07. År 2000 fanns här 466 invånare. Kyrkbyn Adelöv med sockenkyrkan Adelövs kyrka ligger i denna socken. 

## Administrativ historik
Adelövs socken har medeltida ursprung. 
Vid kommunreformen 1862 övergick socknens ansvar för de kyrkliga frågorna till Adelövs församling och för de borgerliga frågorna till Adelövs landskommun. Denna senare inkorporerades 1952 i Linderås landskommun som 1967 uppgick  i Tranås stad som 1971 blev en del av Tranås kommun.
1 januari 2016 inrättades distriktet Adelöv, med samma omfattning som församlingen hade 1999/2000.
Socknen har tillhört samma fögderier och domsagor som Norra Vedbo härad. De indelta soldaterna tillhörde Jönköpings regemente, Vista kompani.

## Geografi
Adelövs socken ligger mellan Tranås och Gränna med Hålaveden i norr och Noen i öster och söder. Socknen är sjörik och kuperad skogsbygd.

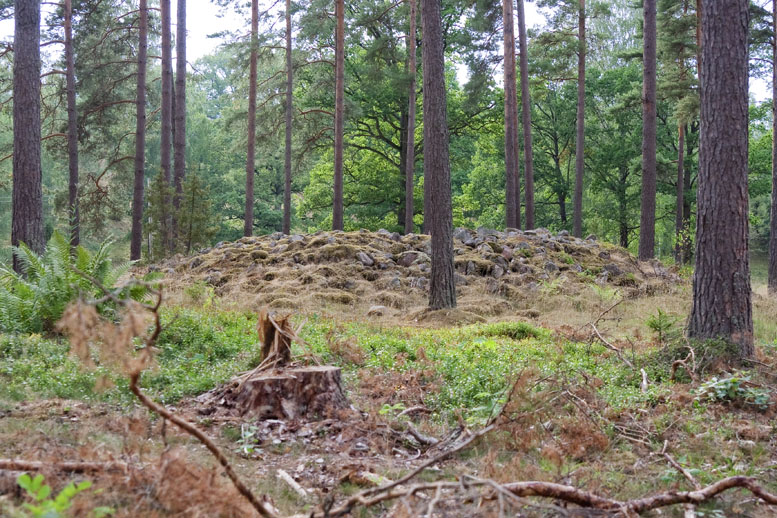
Gravröse på gravfältet Vassrödjorna, 2006.

## Fornlämningar
Här finns järnåldersgravfält med domarringar, varav ett mycket stort vid Vassrödjorna. Vid Noen ligger ruinerna efter Per Brahes jaktslott, Brahälla.

## Namnet
Namnet (1261 Athelef) kommer från kyrkbyn. Förleden är sannolikt ett mansnamn Adhi och efterleden är löv, arvegods.

### Fotnoter
1. 1 2  Svensk Uppslagsbok Adelövs socken
2. 1 2  Harlén, Hans; Harlén Eivy (2003). Sverige från A till Ö: geografisk-historisk uppslagsbok. Stockholm: Kommentus. Libris 9337075. ISBN 91-7345-139-8
3. ↑  Administrativ historik för Adelöv socken (Klicka på församlingsposten). Källa: Nationella arkivdatabasen, Riksarkivet.
4. ↑  Indelta soldater, torp och rotar i Jönköpings län Arkiverad 24 januari 2012 hämtat från the Wayback Machine. Jönköpingsbygdens Genealogiska Förening
5. 1 2  Sjögren, Otto (1931). Sverige geografisk beskrivning del 2 Östergötlands, Jönköpings, Kronobergs, Kalmar och Gotlands län. Stockholm: Wahlström & Widstrand. Libris 9939
6. 1 2 3  Nationalencyklopedin
7. ↑  Fornlämningar, Statens historiska museum: Adelövs socken
8. ↑  Fornminnesregistret, Riksantikvarieämbetet: Adelövs socken Fornminnen i socknen erhålls på kartan genom att skriva in sockennamn (utan "socken") i "Ange geografiskt område"
9. ↑  Mats Wahlberg, red (2003). Svenskt ortnamnslexikon. Uppsala: Institutet för språk och folkminnen. Libris 8998039. ISBN 91-7229-020-X. https://isof.diva-portal.org/smash/get/diva2:1175717/FULLTEXT02.pdf